# V Premis Feroz
La 5a cerimònia de lliurament dels Premis Feroz, coneguts com a Premis Feroz 2018, va tenir lloc el 22 de gener de 2018 al Poliesportiu Magariños de Madrid. El presentador va ser l'humorista i actor Julián López González.

## Nominats i guanyadors
Els nominats van ser anunciats el dia 5 de desembre de 2017 pels actors Julián López González i Paula Echevarría juntament amb el president de l'Associació d'Informadors Cinematogràfics d'Espanya, Pedro Vallín, en un acte celebrat a Madrid.

### Cinema
| Millor pel·lícula dramàtica | Millor comèdia |
| --- | --- |
| - Estiu 1993 - El autor - Handia - No sé decir adiós - Verónica | - La llamada - Abracadabra - Fe de etarras - Muchos hijos, un mono y un castillo - Selfie - Tierra firme |
| Millor direcció | Millor guió |
| - Carla Simón per Estiu 1993 ≠ - Aitor Arregi i Jon Garaño per Handia - Isabel Coixet per La librería ‡ - Manuel Martín Cuenca per El autor - Paco Plaza per Verónica                                 | - Carla Simón per Estiu 1993 ‡ - Alejandro Hernández i Manuel Martín Cuenca per El autor - Fernando Navarro i Paco Plaza per Verónica - Diego San José per Fe de etarras - Pablo Remón per No sé decir adiós |
| Millor actor protagonista | Millor actriu protagonista |
| - Javier Gutiérrez per El autor ‡ - Santiago Alverú per Selfie - Javier Cámara per Fe de etarras - Andrés Gertrúdix per Morir - Antonio de la Torre per Abracadabra                                   | - Nathalie Poza per No sé decir adiós ‡ - Marian Álvarez per Morir - Laia Artigas per Estiu 1993 - Sandra Escacena per Verónica - Núria Prims per Incerta glòria - Maribel Verdú per Abracadabra             |
| Millor actor de repartiment | Millor actriu de repartiment |
| - David Verdaguer per Estiu 1993 ‡ - Bill Nighy, per La librería - Jaime Ordóñez per El bar - Oriol Pla per Incerta glòria - Juan Diego Ruiz per No sé decir adiós - Antonio de la Torre per El autor | - Adelfa Calvo per El autor ‡ - Anna Castillo per La llamada - Belén Cuesta per La llamada - Lola Dueñas per No sé decir adiós - Gracia Olayo per La llamada                                                 |
| Millor documental | Millor música original |
| - La Chana de Lucija Stojevic - Converso de David Arratibel - Esquece Monelos d'Ángeles Huerta - Muchos hijos, un mono y un castillo de Gustavo Salmerón ‡ - Niñato d'Adrián Orr                      | - Pascal Gaigne per Handia ‡ - Eugenio Mira per Verónica - José Luis Perales i Pablo Perales per El autor - Carlos Riera i Joan Valent per El bar - Alfonso de Villalonga per La librería                    |
| Millor tràiler | Millor cartell |
| - Alberto Gutiérrez per La llamada - Rafa Martínez per El bar - Rafa Martínez per Pieles - Rafa Martínez per Verónica - Miguel A. Trudu per Estiu 1993 - Fernando Vallarino per El autor              | - Iñaki Villuendas per Handia - Sergio González Kuhn per El bar - Sergio González Kuhn per Pieles - Olga Ortiz per Estiu 1993 - cartell teaser per La llamada                                                |

- ‡ Guanyador del Premi Goya en la mateixa categoria.[nota 1][nota 2][nota 3]
- ≠ Guanyador del Premi Goya en la categoria novella o revelació.

### Televisió
| Millor sèrie dramàtica | Millor sèrie de comèdia |
| --- | --- |
| - La zona Temporada 1 - El Ministerio del Tiempo Temporada 3 - Estoy vivo Temporada 1 - La casa de papel Temporada 1 - Sé quién eres Temporada 1                                   | - Vergüenza Temporada 1 - Allí abajo Temporada 3 - El fin de la comedia Temporada 2 |
| Millor actor protagonista d'una sèrie | Millor actriu protagonista d'una sèrie |
| - Javier Gutiérrez per Vergüenza - Eduard Fernández per La zona - Francesc Garrido per Sé quién eres - Álvaro Morte per La casa de papel - Hugo Silva per El Ministerio del Tiempo | - Malena Alterio per Vergüenza - Úrsula Corberó per La casa de papel - Aura Garrido per El Ministerio del Tiempo - Alexandra Jiménez per La zona - Blanca Portillo per Sé quién eres            |
| Millor actor de repartiment d'una sèrie | Millor actriu de repartiment d'una sèrie |
| - Miguel Rellán per Vergüenza - Jaime Blanch per El Ministerio del Tiempo - Àlex Monner per Sé quién eres - Alejo Sauras per Estoy vivo - Paco Tous per La casa de papel           | - Emma Suárez per La zona - Susana Abaitua per Sé quién eres - Alba Flores per La casa de papel - Cayetana Guillén Cuervo per El Ministerio del Tiempo - Ana Polvorosa per Las chicas del cable |

### Premio Feroz d'Honor
- Verónica Forqué[4]

### Premi Especial
- Life and Nothing More d'Antonio Méndez Esparza

## Múltiples nominacions i premis

### Cinema
| pel·lícula        | Nominacions |
| ----------------- | ----------- |
| El autor          | 8           |
| Estiu 1993        | 7           |
| La llamada        | 6           |
| Verónica          | 6           |
| No sé decir adiós | 5           |
| El bar            | 4           |
| Handia            | 4           |
| Abracadabra       | 3           |
| Fe de etarras     |             |
| La librería       |             |
| Incierta gloria   | 2           |
| Morir             | 2           |
| Pieles            | 2           |
| Selfie            | 2           |

| Pel·lícula | Premis |
| ---------- | ------ |
| Estiu 1993 | 4      |
| El autor   | 2      |
| La llamada | 2      |
| Handia     | 2      |

### televisió
| Sèrie                    | Nominacions |
| ------------------------ | ----------- |
| El Ministerio del Tiempo | 5           |
| La casa de papel         | 5           |
| Sé quién eres            | 5           |
| La zona                  | 4           |
| Vergüenza                | 4           |
| Estoy vivo               | 2           |

| Sèrie     | Premis |
| --------- | ------ |
| Vergüenza | 4      |
| La zona   | 2      |